# UCI WorldTeam
UCI WorldTeam es el término utilizado desde 2015, entre 2005 y 2014 el término usado era UCI ProTeam, por la Unión Ciclista Internacional (UCI) para denominar a un equipo ciclista de la máxima categoría del ciclismo en ruta masculino a nivel mundial. Por debajo se encuentran los equipos de categoría UCI ProTeam y Continental, considerados el segundo y tercer escalón del profesionalismo respectivamente.
Dentro de la reestructuración emprendida por la UCI para 2005 y años posteriores, se decidió crear una categoría que albergara a los mejores equipos del mundo que tendrían la participación garantizada y obligatoria en las mejores carreras del calendario, agrupadas a su vez en una nueva competición denominada UCI ProTour. En años sucesivos el sistema de competición sufrió diversas modificaciones, desembocando en el actual UCI WorldTour (desde 2011), aunque en lo relativo a la categoría de los equipos el organismo federativo lo considera un continuo.
Las primeras 3 temporadas del UCI ProTour (2005-2007) los equipos en esta categoría eran 20, número que se redujo a partir de 2008 a 18 equipos excepto en las temporadas 2013 y 2015 en que hubo 19 y 17 equipos respectivamente. Estas escuadras están obligadas a participar en todas las carreras del WorldTour, aunque pueden participar además en carreras de los cinco Circuitos Continentales.

## Antecedentes
Hasta 2004 la UCI clasificaba los equipos por divisiones (Primera, Segunda y Tercera) en función de sus resultados. Los primeros equipos de la máxima categoría solían tener garantizada su participación en las mejores competiciones, como el Tour de Francia, mientras que el resto quedaban a expensas de obtener alguna de las invitaciones de los organizadores.

## Concesión de licencias
Es la UCI (en concreto, su Comisión de Licencias) quien decide a qué equipos concede una licencia UCI WorldTeam, así como por cuántos años. Los criterios seguidos para su concesión han variado a lo largo de los años y son fuente de controversia. Las concesión de las licencias está basado a lo relativo a aspectos económicos, administrativos y éticos de cada equipo.

### Sistema actual
En la actualidad el organismo realiza un ranking del mérito deportivo según una serie de puntos de mérito colectivos (del equipo) e individuales (la suma de los puntos de mérito acumulados en las dos temporadas anteriores por los doce mejores ciclistas en plantilla para el siguiente año). Estos puntos de mérito no se corresponden con los puntos WorldTour, y al contrario que estos su asignación y cuantificación se realizan en secreto por el organismo rector; existen no obstante agencias especializadas que ofertan ese servicio a los equipos interesados en conocer su situación.
Además de esas quince plazas, la Comisión de Licencias concede 3 licencias más entre los cinco siguientes del ranking (los situados entre el decimosexto y el vigésimo). De entre esos cinco conjuntos, los interesados en obtener una licencia deben realizar una presentación ante la comisión defendiendo su candidatura, detallando su estructura y respondiendo a las preguntas que se les formulen. La decisión sobre a qué tres escuadras se asignan las licencias restantes se rige por criterios deportivos, económicos, administrativos y éticos.
Al final del proceso, la Comisión de Licencias hace pública una lista con los 18 equipos admitidos, y decide también por cuánto tiempo concede dicha licencia. El poseer la licencia da preferencia a la hora de ser UCI WorldTeam siempre que se quede entre los 20 primeros del ranking, eliminando requisitos.
Aunque el sistema está diseñado para contar con 18 equipos UCI WorldTeam, en la temporada 2013 hubo 19 escuadras en esta categoría. Esto se debió a que si bien la Comisión de Licencias de la UCI excluyó en su lista al Katusha (entre los quince primeros en el ranking de méritos deportivos, pero rechazado por no cumplir bajo su punto de vista con los criterios adicionales), el TAS aceptó el recurso del conjunto ruso y este tuvo que ser readmitido por la UCI, incorporando al Katusha a su lista de dieciocho.
Por otra parte, para la temporada 2015 se otorgaron 17 licencias UCI WorldTeam y se dieron varias controversias en este sentido, ya que hubo algunos problemas para la recepción de las licencias por algunas de las escuadras. Así, el equipo Astana cuyo mánager general es el exciclista Alexandre Vinokourov, sufrió un largo proceso de admisión debido a las investigaciones abiertas debidas a asuntos de dopaje, dándosele una licencia provisional. Posteriormente la UCI llegó a reclamar en un comunicado del 25 de febrero de 2015 la retirada de la licencia una vez recibidos todos los documentos requeridos por parte de la escuadra patrocinada por el Gobierno de Kazajistán, aunque finalmente no sucedió pero se mantuvo al equipo bajo un estricto control.

## Calendario
Los equipos UCI WorldTeam tienen garantizado su participación en todas las carreras englobadas en el UCI WorldTour (antes UCI ProTour), estando de hecho obligados a participar en todas ellas. Ese calendario incluye las principales carreras del mundo, tanto en lo relativo a vueltas por etapas (las tres grandes vueltas inclusive), y los calendarios UCI ProSeries y los Circuitos Continentales UCI. La UCI ha incluido además carreras de reciente creación en países fuera de Europa con una menor tradición de acoger eventos de ruta, dentro de su estrategia de globalizar el ciclismo como lo son Australia, Canadá y China. Además de acoger obligatoriamente a los 18 equipos UCI WorldTeam, los organizadores de cada carrera pueden invitar a varios equipos más de menor nivel (Profesionales Continentales).
Además de participar en las carreras del UCI WorldTour (máxima categoría a nivel mundial), los equipos UCI WorldTeam pueden correr en carreras de menor entidad como la UCI ProSeries (segunda categoría) y Circuitos Continentales UCI (última categoría), pero no pueden participar de las .2 (categoría de menor nivel).

## Histórico de equipos
| Equipos Activos WorldTeam | Equipos Activos WorldTeam       | Equipos Activos WorldTeam | Equipos Activos WorldTeam | Equipos Activos WorldTeam |
| Código UCI                | Nombre                          | País                      | Años WorldTeam            | Licencia hasta            |
| ------------------------- | ------------------------------- | ------------------------- | ------------------------- | ------------------------- |
| ADC                       | Alpecin-Deceuninck              | Bélgica                   | 2023                      | 2025                      |
| ARK                       | Arkéa-B&B Hotels                | Francia                   | 2023                      | 2025                      |
| AST                       | Astana Qazaqstan Team           | Kazajistán                | 2007-2023                 | 2025                      |
| TBV                       | Bahrain Victorious              | Baréin                    | 2018-2023                 | 2025                      |
| BOH                       | Bora-Hansgrohe                  | Alemania                  | 2017-2023                 | 2025                      |
| COF                       | Cofidis, Solutions Crédits      | Francia                   | 2005-2009, 2021-2023      | 2025                      |
| DAT                       | Decathlon AG2R La Mondiale Team | Francia                   | 2006-2023                 | 2025                      |
| EFE                       | EF Education-EasyPost           | Estados Unidos            | 2009-2023                 | 2025                      |
| GFC                       | Groupama-FDJ                    | Francia                   | 2005-2010, 2012-2023      | 2025                      |
| IGD                       | INEOS Grenadiers                | Reino Unido               | 2011-2023                 | 2025                      |
| ICW                       | Intermarché-Circus-Wanty        | Bélgica                   | 2021-2023                 | 2025                      |
| LTK                       | Lidl-Trek                       | Estados Unidos            | 2011-2023                 | 2025                      |
| MOV                       | Movistar Team                   | España                    | 2005-2023                 | 2025                      |
| SOQ                       | Soudal Quick-Step               | Bélgica                   | 2005-2023                 | 2025                      |
| DFP                       | Team dsm-firmenich              | Países Bajos              | 2013-2023                 | 2025                      |
| JAY                       | Team Jayco AlUla                | Australia                 | 2012-2023                 | 2025                      |
| TVL                       | Team Visma-Lease a Bike         | Países Bajos              | 2005-2023                 | 2025                      |
| UAD                       | UAE Team Emirates               | Emiratos Árabes Unidos    | 2005-2023                 | 2025                      |

| Equipos Desaparecidos   | Equipos Desaparecidos                                                                      | Equipos Desaparecidos     | Equipos Desaparecidos | Equipos Desaparecidos |
| Código UCI              | Nombre                                                                                     | País                      | Años WorldTeam        | Desaparición          |
| ----------------------- | ------------------------------------------------------------------------------------------ | ------------------------- | --------------------- | --------------------- |
| BMC                     | BMC Racing Team                                                                            | Estados Unidos            | 2011-2018             | 2018                  |
| CA                      | Crédit Agricole                                                                            | Francia                   | 2005-2008             | 2008                  |
| CCC                     | CCC Team                                                                                   | Polonia                   | 2019-2020             | 2020                  |
| DOM                     | Domina Vacanze                                                                             | Italia                    | 2005                  | 2005                  |
| EUS                     | Euskaltel Euskadi                                                                          | España                    | 2005-2013             | 2013                  |
| FAS                     | Fassa Bortolo (equipo ciclista)                                                            | Italia                    | 2005                  | 2005                  |
| GST                     | Gerolsteiner                                                                               | Alemania                  | 2005-2008             | 2008                  |
| IAM                     | IAM Cycling                                                                                | Suiza                     | 2015-2016             | 2016                  |
| LEO/RNT/RLT             | Leopard Trek/RadioShack-Nissan/RadioShack Leopard                                          | Estados Unidos            | 2011-2016             | 2016                  |
| LIQ/CAN                 | Liquigas-Bianchi/Liquigas/Liquigas-Doimo/Liquigas-Cannondale/Cannondale                    | Luxemburgo Estados Unidos | 2005-2014             | 2014                  |
| MRM                     | Team Milram                                                                                | Alemania                  | 2006-2010             | 2010                  |
| TQA                     | Team Qhubeka NextHash                                                                      | Sudáfrica                 | 2016-2021             | 2021                  |
| ONC/LST/LSW             | ONCE/Liberty Seguros Team/Liberty Seguros-Würth Team/Würth Team/Astana-Würth Team/Astana   | España                    | 2005-2006             | 2006                  |
| PHO                     | Phonak Hearing Systems                                                                     | Suiza                     | 2005-2006             | 2006                  |
| SDV/FUJ/FOT             | Saunier Duval-Prodir/Saunier Duval-Scott/Scott-American Beef/Fuji-Servetto/Footon-Servetto | España                    | 2005-2010             | 2011                  |
| TMO/THR                 | T-Mobile Team/HTC-Highroad                                                                 | Estados Unidos            | 2008-2011             | 2011                  |
| CSC/SAX/SBS/STB/TST/TCS | Team CSC/Team Saxo Bank/Saxo Bank Sungard/Team Saxo Bank-Tinkoff Bank/Tinkoff              | Dinamarca · Rusia         | 2005-2015             | 2015                  |
| TKA                     | Team Katusha-Alpecin                                                                       | Suiza                     | 2009-2019             | 2019                  |
| UNI                     | Unibet.com                                                                                 | Suecia                    | 2007                  | 2007                  |
| USP/DSC                 | Discovery Channel Pro Cycling Team/US Postal                                               | Estados Unidos            | 2005-2007             | 2007                  |
| VCD                     | Vacansoleil-DCM Pro Cycling Team                                                           | Países Bajos              | 2012-2013             | 2013                  |

| Equipos Activos pero sin licencia UCI WorldTeam | Equipos Activos pero sin licencia UCI WorldTeam | Equipos Activos pero sin licencia UCI WorldTeam | Equipos Activos pero sin licencia UCI WorldTeam | Equipos Activos pero sin licencia UCI WorldTeam |
| Código UCI                                      | Nombre                                          | País                                            | Años WorldTeam                                  | Descenso                                        |
| ----------------------------------------------- | ----------------------------------------------- | ----------------------------------------------- | ----------------------------------------------- | ----------------------------------------------- |
| IPT                                             | Israel-Premier Tech                             | Israel                                          | 2020-2022                                       | 2023                                            |
| LTS                                             | Lotto Dstny                                     | Bélgica                                         | 2005-2022                                       | 2023                                            |
| TEN                                             | Team TotalEnergies                              | Francia                                         | 2005-2009 2014                                  | 2015                                            |

## Equipos españoles desaparecidos que corrieron en la categoría UCI WorldTeam
- Euskaltel-Euskadi
- Saunier Duval-Scott/American Bee-Fuji/Geox/Servetto/TMC
- Kelme-Costa Blanca
- ONCE-Eroski
- Vitalicio Seguros-Grupo Generali